# Na jedné lodi
Na jedné lodi (v anglickém originále The Wreck of the Relationship) je 2. díl 26. řady (celkem 554.) amerického animovaného seriálu Simpsonovi. Scénář napsal Jeff Westbrook a díl režíroval Chuck Sheetz. V USA měl premiéru dne 5. října 2014 na stanici Fox Broadcasting Company a v Česku byl poprvé vysílán 1. dubna 2015 na stanici Prima Cool.

## Děj
Homer chce po Bartovi, aby si uklidil pokoj, ale ten jej vůbec nebere vážně, což Homera naštve. K podobné situaci dojde i při večeři, kdy Bart odmítne sníst brokolici a neuposlechne ani Marge a Homera. Homer s ním sedí u stolu téměř 2 dny v kuse a říká mu, aby snědl tu brokolici, ale Bart stále odmítá. Líza a Marge se tak rozhodnou Homera s Bartem poslat Na jednu loď. Kapitán Bowditch, který vede plavbu Na jedné lodi, nabízí Bartovi a Homerovi, že zde mohou dát do pořádku jejich vztahy. Zatímco Homer se vzpamatovává z kurděje a mořské nemoci, Bart je kapitánem Bowditchem povýšen na prvního důstojníka, čímž získá právo vydávat rozkazy. To se Homerovi nelíbí a nebere Barta jako žádnou autoritu.
Mezitím Marge po Homerovi přebírá organizaci jeho virtuálního fotbalového týmu, a s pomocí Lízy se jí dokonce podaří porazit obhajujícího šampiona Vočka Szyslaka.
Na jedné lodi se Homer s kapitánem Bowditchem opijí a na loď se přižene silná bouře. Jelikož je kapitán opilý, je celá loď v rukou Barta. Ten se však opět neshodne s Homerem na tom, co má udělat. K Homerově překvapení Bart vytáhne kousek brokolice a sní ho, čímž v Homerovi vzbudí důvěru a loď dostanou bezpečně domů.

## Produkce

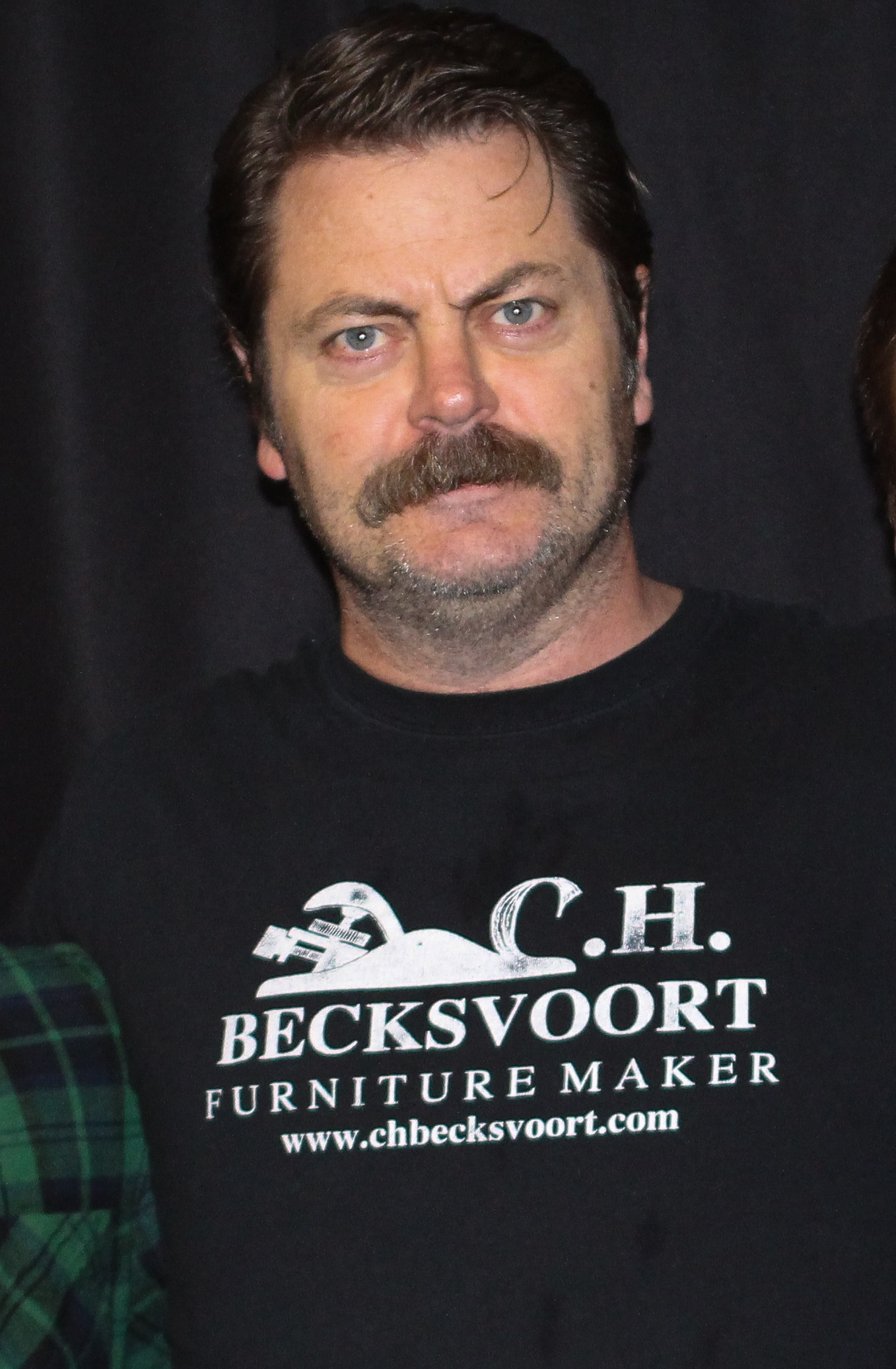
Hostující Nick Offerman

V rozhovoru pro Entertainment Weekly hostující Nick Offerman, v anglickém originále jako kapitán Bowditch, řekl, že jej na tuto roli doporučil Mike Scully, jeden z tvůrců Simpsonových. Offerman si nikdy předtím nemyslel, že by někdy hrál v Simpsonových, když „píší díly pro Paula McCartneyho“, ale díky svému zájmu o námořní literaturu byl rád, že byl obsazen jako námořník.

## Kritika
Premiérové vysílání dílu sledovalo 4,27 milionů lidí, čímž se stal nejsledovanějším pořadem vysílaným na Fox toho večera.
Dennis Perkins z The A.V. Club díl ohodnotil známkou B− a uvedl: „Příběhy s Homerem jsou v každém dobrém díle zábavné díky emocím. Příště se ale Homer potřebuje naučit to stejné znovu, skrze další zápletku. Tento nekonečný cyklus svým způsobem poukazuje na marnost snah Simpsonových, i když jsou odměňováni za to, že se snažili. Díky srdci seriálu se jejich snaha nakonec vyplatí, ale kvůli prostředí, ve kterém se příběhy odehrávají, se nikdy nedočkají nějakého pokroku.“